# Linea Nagaragawa Etsumi-nan
La linea Nagaragawa Etsumi-nan (長良川鉄道越美南線?, Nagaragawa Tetsudō Etsumi-nan-sen), è una linea ferroviaria giapponese a scartamento ridotto di circa 72 km che collega le città di Minokamo e Gujō, interamente nella prefettura di Gifu in Giappone. La linea è gestita dalla società Ferrovia Nagaragawa ed è a trazione termica, con scartamento ridotto di 1067 mm.
Originariamente la linea faceva parte della rete delle Ferrovie Nazionali Giapponesi, con la prospettiva di essere unita alla linea Etsumi-Hoku, che tuttavia non venne mai realizzato. La parte settentrionale della linea venne acquisita dalla JR West, mentre la parte meridionale passò alla gestione privata.
Come suggerito dal nome, la linea ferroviaria passa lungo il fiume Nagara per quasi tutto il suo percorso. Negli ultimi anni, a causa del decremento della popolazione nell'area, e a diversi disastri naturali, quali tifoni e nevicate, la società è in forti difficoltà economiche.

## Servizi
Sulla linea circolano treni lungo i percorsi Mino-Ōta - Gujō-Hachiman, Mino-Shirotori e Hokunō, e dei treni limitati Mino-Ōta - Seki, Minoshi - Yunohora-Onsen-guchi e da Mino-Shirotori a Hokunō. Fra Mino-Ōta e Minoshi la frequenza dei treni è di uno all'ora, con rinforzi alla mezzora la mattina e la sera. Fino a Mino-Shirotori la frequenza passa a un treno ogni ora o due, mentre fra Mino-Shirotori e Hokunō sono presenti fasce di 3 ore senza alcun treno. 
Dato che il materiale rotabile non dispone di servizi igienici, presso alcune stazioni (Seki, Ōya e Gujō-Hachiman) i treni effettuano delle soste prolungate per permettere ai passeggeri di utilizzare i servizi delle stazioni.

## Stazioni
| Stazione              | Giapponese     | Dist.    | Dist.  | Collegamenti                          | Posizione   | Posizione |
| Stazione              | Giapponese     | interst. | totale | Collegamenti                          | Posizione   | Posizione |
| --------------------- | -------------- | -------- | ------ | ------------------------------------- | ----------- | --------- |
| Mino-Ōta              | 美濃太田       | -        | 0.0    | Linea Taita Linea principale Takayama | Minokamo    | Gifu      |
| Maehira-Kōen          | 前平公園       | 1.7      | 1.7    |                                       | Minokamo    | Gifu      |
| Kamono                | 加茂野         | 2.0      | 3.7    |                                       | Minokamo    | Gifu      |
| Tomika                | 富加           | 2.2      | 5.9    |                                       | Tomika Kamo | Gifu      |
| Seki-Tomioka          | 関富岡         | 2.3      | 8.2    |                                       | Seki        | Gifu      |
| Seki-guchi            | 関口           | 1.5      | 9.7    |                                       | Seki        | Gifu      |
| Hamonokaikan-mae      | 刃物会館前     | 1.5      | 11.2   |                                       | Seki        | Gifu      |
| Seki                  | 関             | 0.8      | 12.0   |                                       | Seki        | Gifu      |
| Seki-Shiyakusho-mae   | 関市役所前     | 1.0      | 13.0   |                                       | Seki        | Gifu      |
| Seki-Shimouchi        | 関下有知       | 1.6      | 14.6   |                                       | Seki        | Gifu      |
| Matsumori             | 松森           | 1.5      | 16.1   |                                       | Mino        | Gifu      |
| Minoshi               | 美濃市         | 1.6      | 17.7   |                                       | Mino        | Gifu      |
| Umeyama               | 梅山           | 1.1      | 18.8   |                                       | Mino        | Gifu      |
| Yunohora-Onsen-guchi  | 湯の洞温泉口   | 3.5      | 22.3   |                                       | Mino        | Gifu      |
| Suhara                | 洲原           | 2.4      | 24.7   |                                       | Mino        | Gifu      |
| Hanno                 | 母野           | 1.4      | 26.1   |                                       | Gujō        | Gifu      |
| Konno                 | 木尾           | 1.2      | 27.3   |                                       | Gujō        | Gifu      |
| Yasaka                | 八坂           | 2.1      | 29.4   |                                       | Gujō        | Gifu      |
| Minami-Kodakara-Onsen | みなみ子宝温泉 | 1.2      | 30.6   |                                       | Gujō        | Gifu      |
| Ōya                   | 大矢           | 1.2      | 31.8   |                                       | Gujō        | Gifu      |
| Fukuno                | 福野           | 1.1      | 32.9   |                                       | Gujō        | Gifu      |
| Minami-Kariyasu       | 美並苅安       | 1.9      | 34.8   |                                       | Gujō        | Gifu      |
| Akaike                | 赤池           | 1.5      | 36.3   |                                       | Gujō        | Gifu      |
| Fukado                | 深戸           | 2.2      | 38.5   |                                       | Gujō        | Gifu      |
| Aioi                  | 相生           | 4.5      | 43.0   |                                       | Gujō        | Gifu      |
| Gujō-Hachiman         | 郡上八幡       | 3.9      | 46.9   |                                       | Gujō        | Gifu      |
| Shizen'en-mae         | 自然園前       | 4.0      | 50.9   |                                       | Gujō        | Gifu      |
| Yamada                | 山田           | 3.1      | 54.0   |                                       | Gujō        | Gifu      |
| Tokunaga              | :徳永          | 1.9      | 55.9   |                                       | Gujō        | Gifu      |
| Gujō-Yamato           | 郡上大和       | 1.4      | 57.3   |                                       | Gujō        | Gifu      |
| Mamba                 | 万場           | 2.4      | 59.7   |                                       | Gujō        | Gifu      |
| Kami-Mamba            | 上万場         | 1.4      | 61.1   |                                       | Gujō        | Gifu      |
| Ōnaka                 | 大中           | 1.3      | 62.4   |                                       | Gujō        | Gifu      |
| Ōshima                | 大島           | 1.9      | 64.3   |                                       | Gujō        | Gifu      |
| Mino-Shirotori        | 美濃白鳥       | 1.8      | 66.1   |                                       | Gujō        | Gifu      |
| Shirotori-Kōgen       | 白鳥高原       | 3.5      | 69.6   |                                       | Gujō        | Gifu      |
| Hakusan-Nagataki      | 白山長滝       | 1.3      | 70.9   |                                       | Gujō        | Gifu      |
| Hokunō                | 北濃           | 1.2      | 72.1   |                                       | Gujō        | Gifu      |